# Citharexylum subflavescens
Citharexylum subflavescens S.F. Blake, comúnmente conocido como cajeto, palo guitarra o caragay en Colombia, es una especie de plantas del género Citharexylum, de la familia de las verbenáceas.

## Descripción[3]
Árbol que alcanza los 20 m de altura, de rápido crecimiento que se distribuye entre los 1100 y los 2800 m s. n. m., de corteza escamosa y hojas simples, opuestas, decusadas, ramas tetragonales u angulosas, láminas de ápice agudo, margen entero, superficie adaxial glabra, abaxial con un pruín amarillento y con un par de glándulas o nectarios en la base. Inflorescencias terminales o subterminales, racemosas, flores con 5 pétalos unidos por la base, corola color blanco. Frutos en drupa, rojos, lustrosos, de 3-4 cm de longitud.

## Usos[5]
Tal como lo indica su nombre vernáculo palo guitarra, la madera de esta especie es comúnmente utilizada para la creación de instrumentos musicales, tales como las guitarras, e igualmente para la construcción de postes y cabos de herramientas. También se le usa como cerca viva en proyectos de restauración ecológica y como ornamental.

## Galería

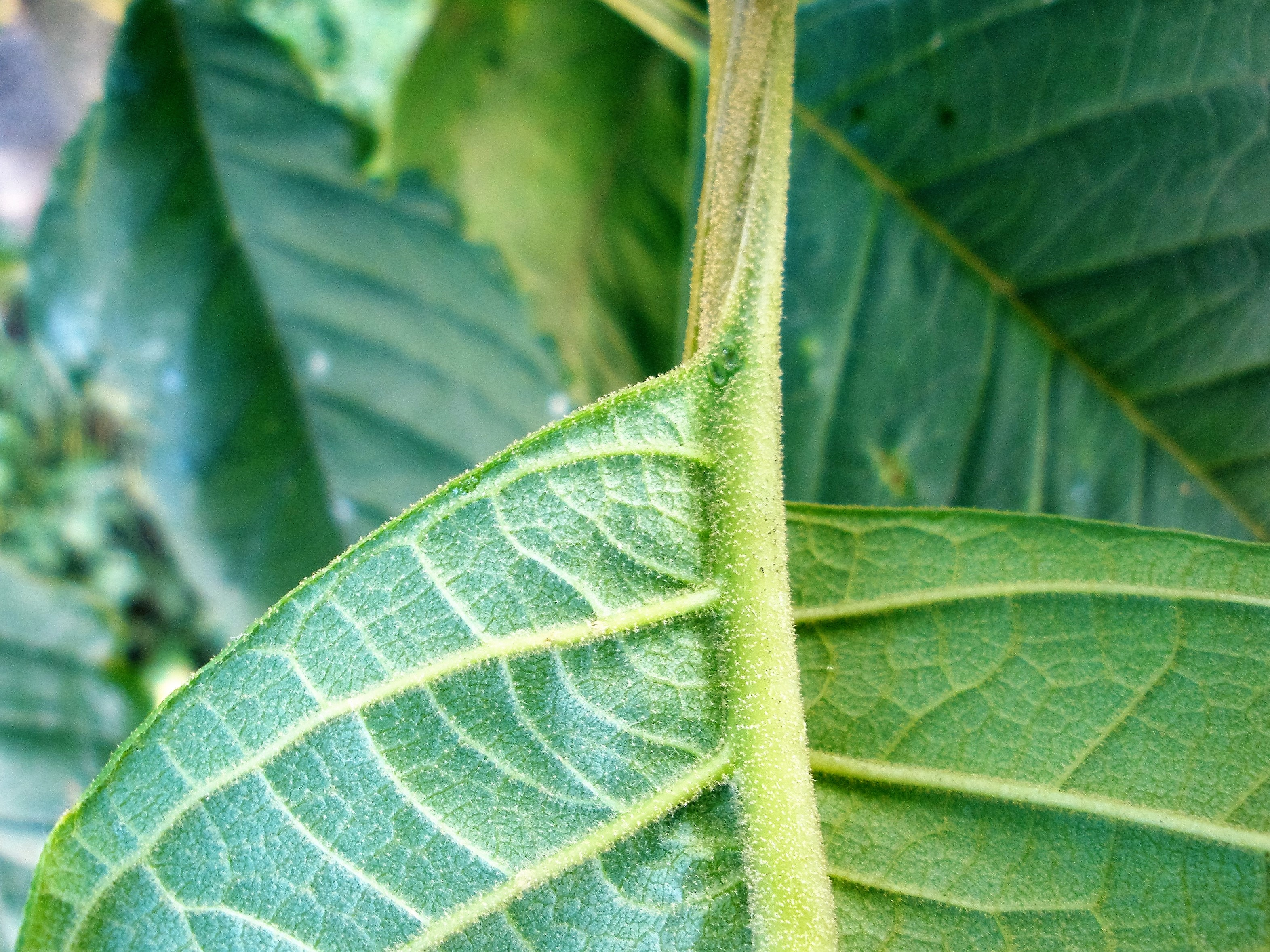
Glándulas en la base de la lámina foliar
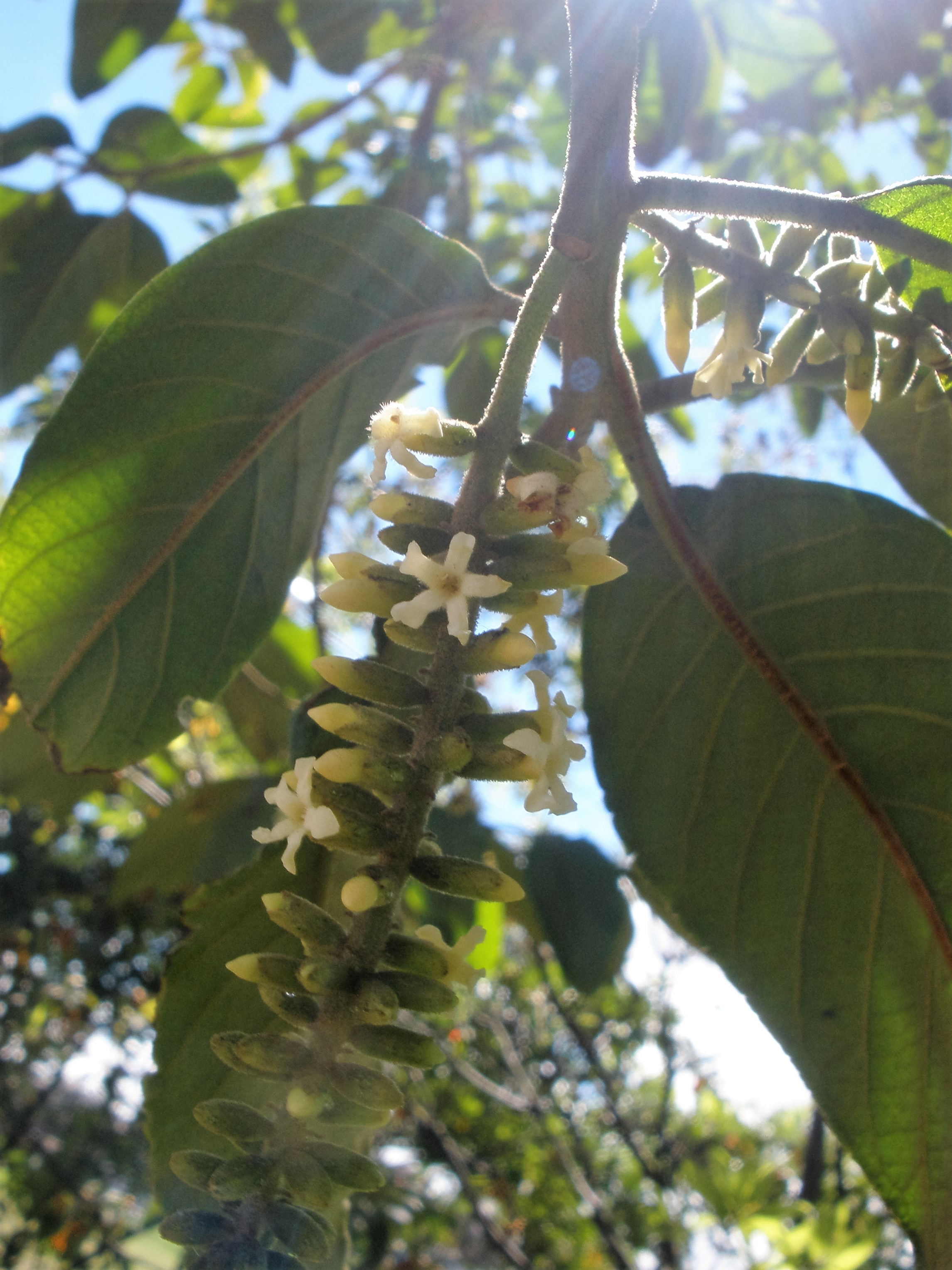
Inflorescencia
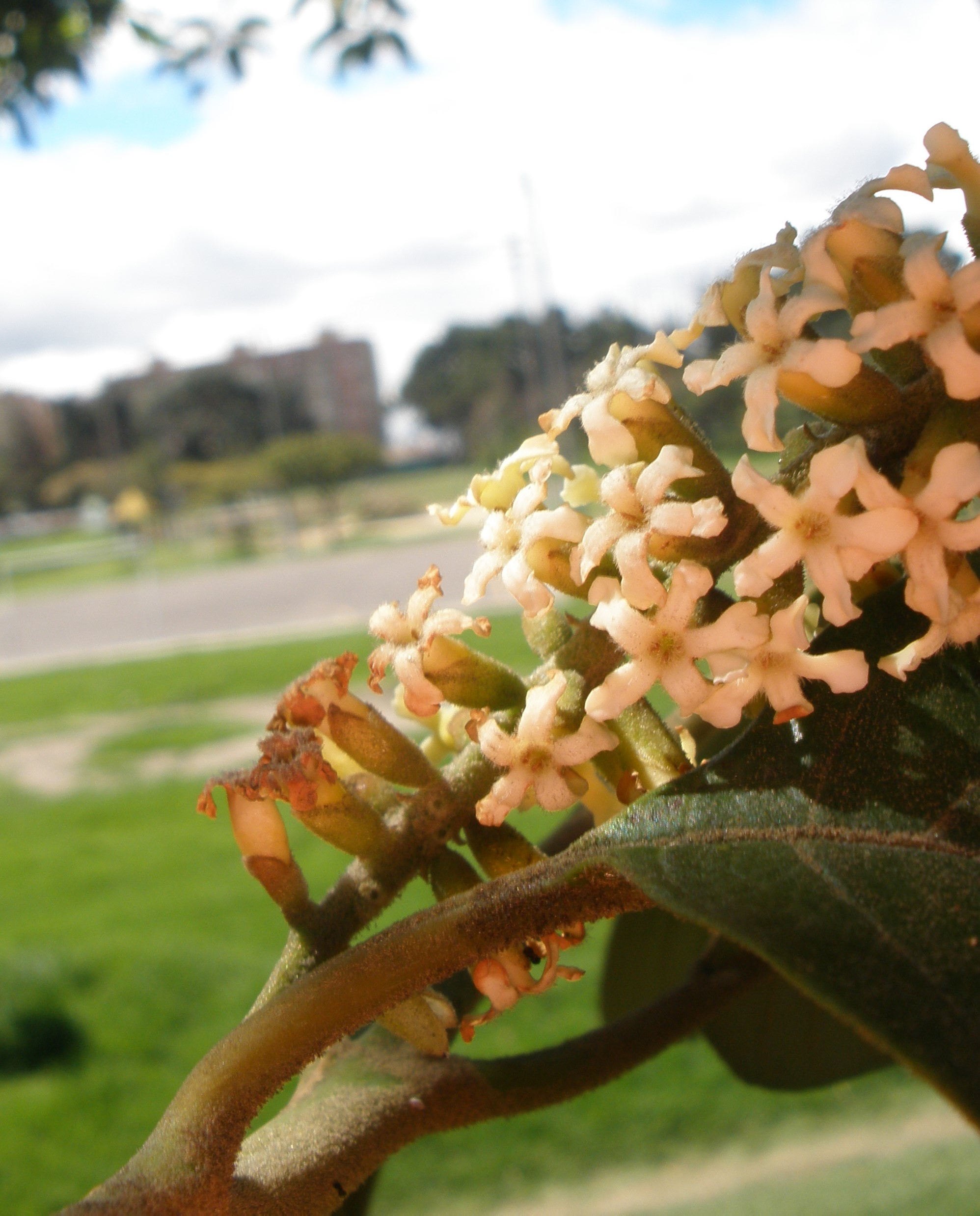
Inflorescencia
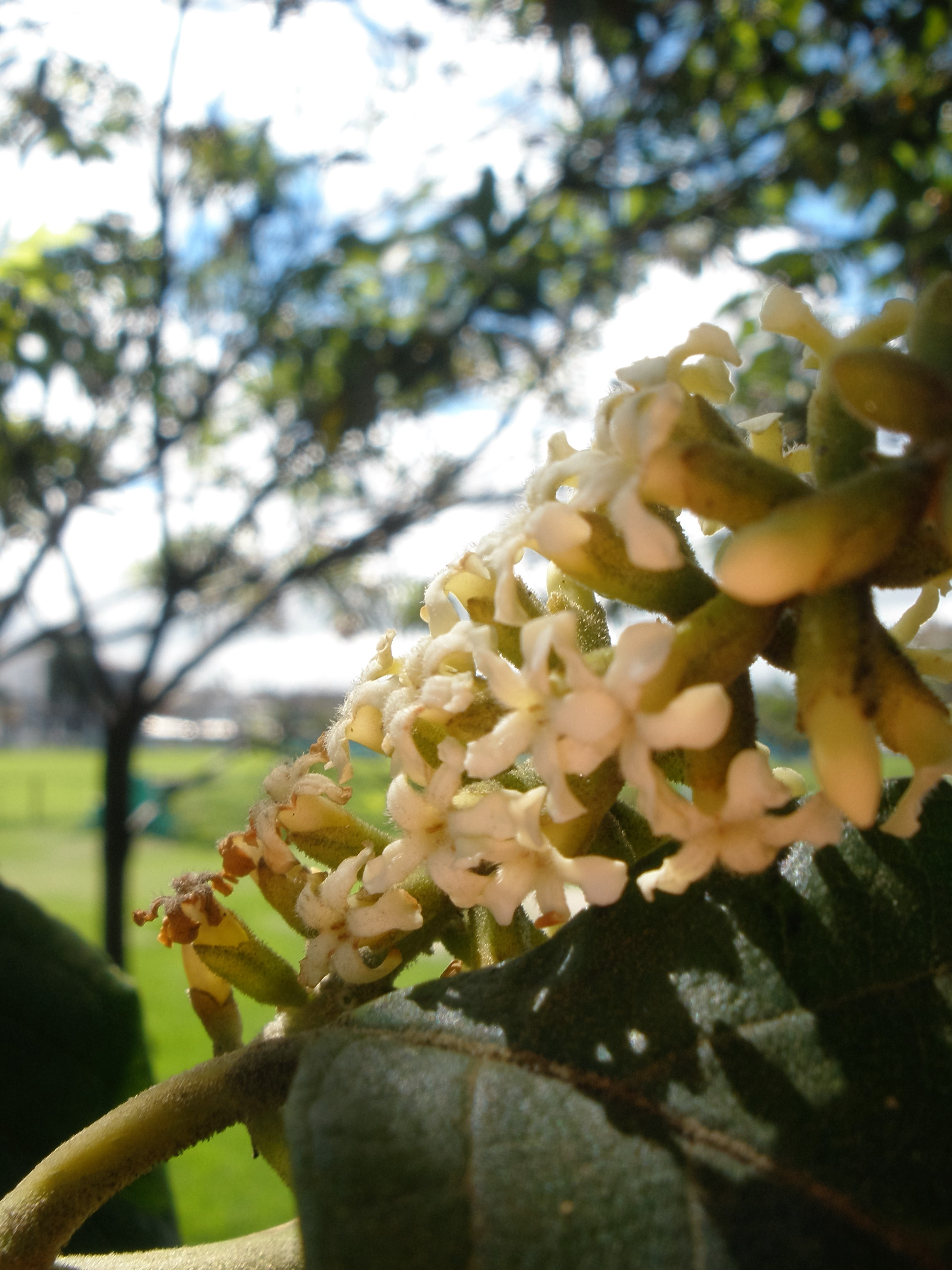
Inflorescencia
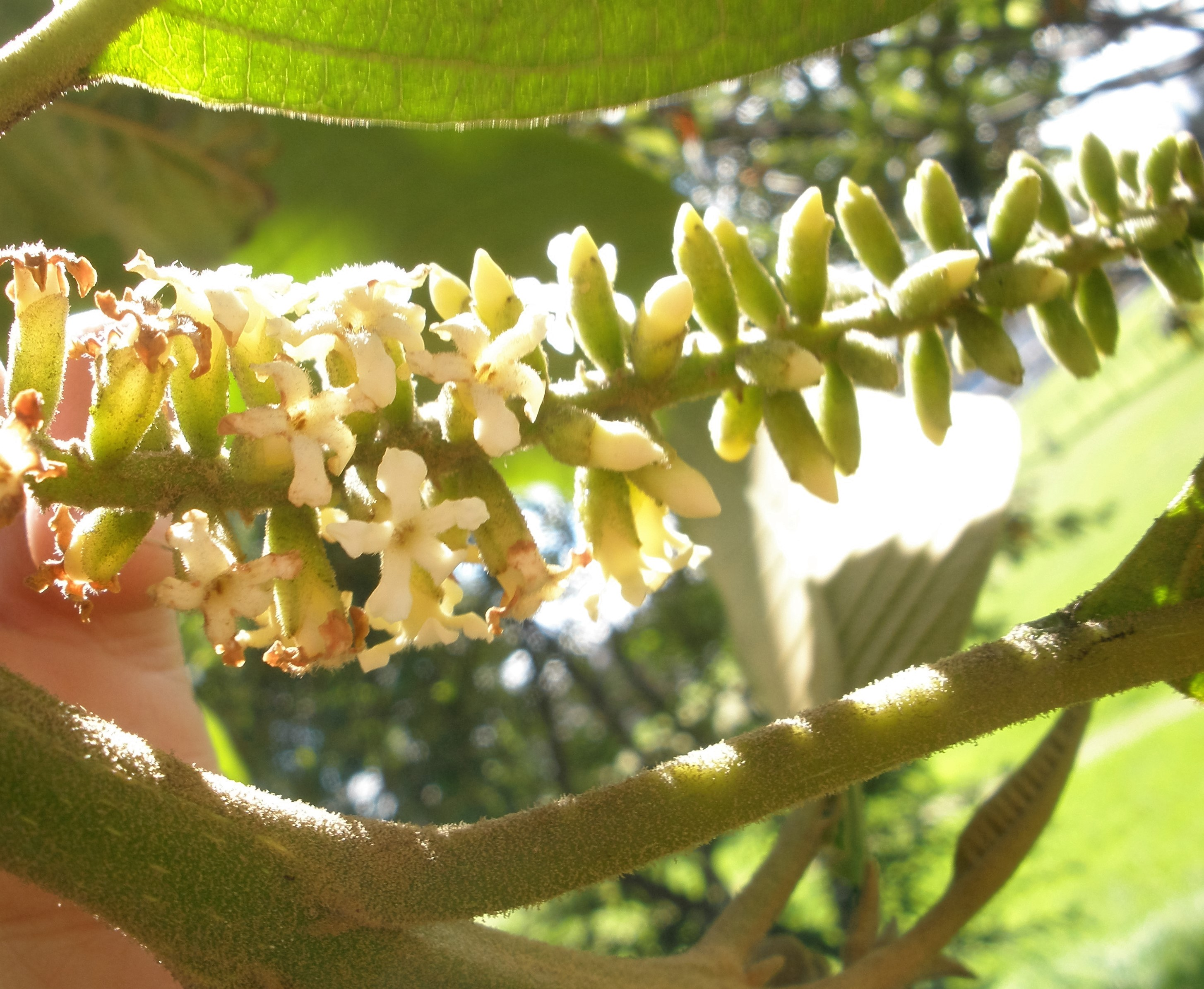
Inflorescencia